# Miasto Samobor
Miasto Samobor (chorw. Grad Samobor) – jednostka administracyjna w Chorwacji, w żupanii zagrzebskiej. W 2011 roku liczyła 37 633 mieszkańców.